# مومیاس شوگر
مومیاس شوگر (انگلیسی: Mumias Sugar) شرکت صنایع غذایی کنیایی است، که در سال ۱۹۷۱ تأسیس شد.